# Whataburger
Whataburger je fast foodová restaurace, která se specializuje na prodej hamburgerů. Byla založena v roce 1950 ve městě Corpus Christi v Texasu. Společnost má od roku 2009 sídlo v San Antoniu.
První restauraci mimo Texas firma otevřela na Floridě. Celkově má firma více než 700 provozoven v 10 státech USA a v Mexiku.